# Frankfurter Westhafen
Der Westhafen in Frankfurt am Main ist ein ehemaliger Binnenhafen auf dem rechten Mainufer. Er besteht aus einem 560 Meter langen und 75 Meter breiten Hafenbecken, das durch eine Mole vom Main getrennt ist.

## Lage
Der Hafen liegt im Westen der Frankfurter Innenstadt im Gutleutviertel, direkt zwischen der Friedensbrücke und der Main-Neckar-Brücke, wenige Blocks südlich des Hauptbahnhofs und des Behördenzentrums.

## Geschichte
Der Westhafen wurde nach dreijähriger Bauzeit am 16. Oktober 1886 eröffnet. An dieser Stelle westlich der Altstadt hatte sich zuvor der Winterhafen befunden, in dem Schiffe während der kalten Jahreszeit vor Eisgang geschützt waren. 
Im Jahr 1993 fasste die Stadtverordnetenversammlung den Beschluss, das Hafengelände mit einer Gesamtfläche von zwölf Hektar zu einem modernen Stadtquartier mit Wohnungen für rund 2.000 Menschen sowie mit Büros, Ladengeschäften und Gastronomie und insgesamt etwa 3.000 Arbeitsplätzen zu entwickeln. Dabei sollte das Hafenbecken erhalten bleiben, mit zwei Stegen überbrückt werden und als Yachthafen dienen.

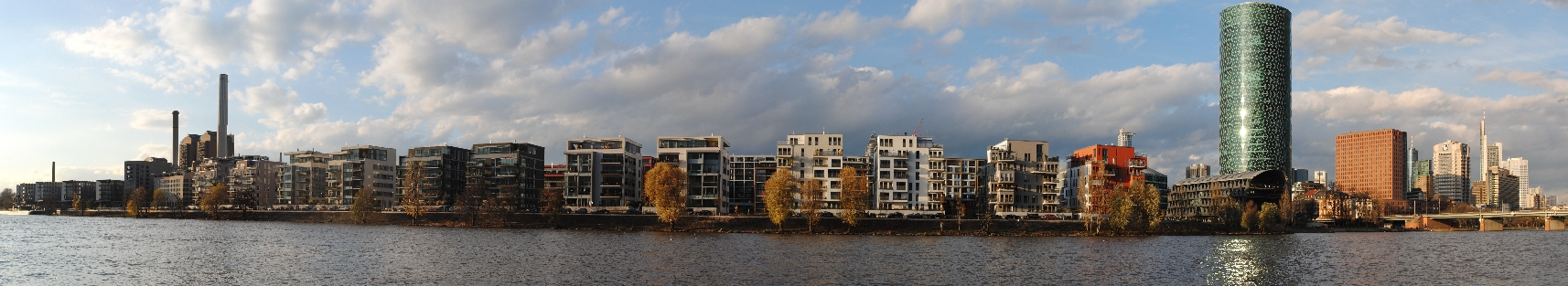
Westhafen Frankfurt Areal Gesamtansicht vom Sachsenhäuser Ufer, August 2010

## Heutige Gestalt
Die Hafenmole (Karpfenweg) ist heute bis zum Flusskrebssteg mit zwölf einzelnen siebenstöckigen Wohnhäusern bebaut. Sie stehen teilweise auf Pfählen im Wasser und verfügen über eigene Bootsanlegestege.
Am östlichen Entrée steht seit 2003 der Westhafen Tower, ein verglastes Bürohochhaus auf kreisrundem Grundriss. Er war eines der ersten Gebäude, die am ehemaligen Westhafen fertiggestellt wurden. Mit 109 Metern zählt der Westhafen Tower zu den eher kleineren Frankfurter Wolkenkratzern. Wegen seiner rautenförmigen Fassade wird er von den Frankfurtern auch als größtes Ebbelweiglas der Welt oder auch „Geripptes“ bezeichnet.
An der westlichen Seite des Uferabschnittes, kurz vor der Main-Neckar-Brücke, entstanden bis 2004 weitere Bürogebäude (Torhaus, Westhafen Pier etc.) vor dem Heizkraftwerk West der Mainova an der Gutleutstraße. Hier befindet sich auch das denkmalgeschützte Druckwasserwerk, das letzte historische Gebäude der ehemaligen Hafenanlagen. Es ist Teil der Route der Industriekultur Rhein-Main.